# Tempo of the Damned
Tempo of the Damned ist das sechste Studioalbum der US-amerikanischen Thrash-Metal-Band Exodus. Das Album wurde am 2. Februar 2004 via Nuclear Blast veröffentlicht und markierte das zweite Comeback der Band. Es ist das erste Studioalbum mit Bassist Jack Gibson und enthält die Singleauskopplung „War Is My Shepherd“.

## Entstehung
Nachdem sich die Band für das Benefizfestival „Thrash of the Titans“ für den an Krebs erkrankten Testament-Sänger Chuck Billy reformierte, begann die Band neue Lieder zu schreiben und spielte einzelne Konzerte im Großraum San Francisco. Am 2. Februar 2002 erlitt Sänger Paul Baloff einen Hirnschlag und verstarb in einem Krankenhaus in Oakland. Als Ersatz holte die Band Baloffs Nachfolger Steve Souza zurück in die Band und ging auf Europatournee. Nach der Rückkehr stieg Souza kurzzeitig aus, da ihm die Drogenprobleme der anderen Bandmitglieder Probleme machten. Erst nachdem sie diese Probleme in den Griff bekamen, konnten die Vorbereitungen für das Album beginnen.
Während des Songwriting griff Gary Holt mit „Sealed With a Fist“ und „Throwing Down“ auf zwei Lieder der Band Wardance zurück, die er nach der ersten Exodus-Auflösung 1992 gründete. Aufgenommen wurde das Album im Tsunami Recording-Studio in Moss Beach und im Prairie Sun Studio in Cotati. Produziert, gemischt und gemastert wurde das Album von Andy Sneap in den Backstage Recording Studio in Derby. Um das Album zu finanzieren, lieh sich die Band Geld bei Freunden. Produzent Sneap verzichtete auf seinem Vorschuss, um die Aufnahmen zu ermöglichen. Das Artwork wurde von Jowita Kaminska entworfen.
Für die Lieder „War Is My Shepherd“ und „Throwing Down“ wurden Musikvideos gedreht. Die Dreharbeiten für das Video „War Is My Shepherd“ fanden auf dem Flugzeugträger Hornet statt. Dieser Flugzeugträger barg die Besatzung von Apollo 11 nach dessen Rückkehr von der ersten Mondlandung und ist heute ein Museumsschiff. Für die Dreherlaubnis musste die Band 750 US-Dollar bezahlen und durfte auch die Hebebühne für die Flugzeuge benutzen. Das Video zu Throwing Down hingegen wurde in der Garage eines Bandmitgliedes aufgezeichnet.

## Bedeutungen der Lieder
„Scar Spangled Banner“ kritisiert die Politik der Regierung unter George W. Bush, insbesondere den Irakkrieg. Tom Hunting erklärte in einem Interview, dass die Vereinigten Staaten dringendere innenpolitische Probleme haben und deshalb seine Soldaten aus dem Irak zurückziehen sollte. Der Titel des Liedes (Deutsch: Das narbenbesäte Banner) parodiert die Nationalhymne der USA „The Star-Spangled Banner“. Für den Text des Liedes ist Gary Holt auf der Homepage der Band als Anti-Amerikaner beschimpft worden.
Das Lied „Blacklist“ ist laut Tom Hunting an Menschen gerichtet, die andere Menschen belügen und betrügen. „Shroud of Urine“ befasst sich mit dem Christentum. „Culling the Herd“ ist laut Gary Holt eine „haßerfüllte Abrechnung mit allen dummen Leuten der Welt“. Das Lied habe jedoch keinen faschistischen Hintergrund, da Holt über die gesamte menschliche Rasse herzieht.

## Rezeption
Tempo of the Damned wurde in fast allen Medien mit sehr guten Kritiken gefeiert. Das deutsche Rock-Hard-Magazin kürte Tempo of the Damned zum „Album des Monats“. Chefredakteur Götz Kühnemund schrieb in seiner Kritik, dass Exodus „wieder so stark wie in den Achtzigern sind, ohne dabei altbacken und überholt zu klingen“. Alex Straka von Powermetal.de würdigte das Album als eines der besten Comebacks aller Zeiten.
Tempo of the Damned stieg auf Platz 67 der deutschen Albumcharts ein.

## Titelliste
1. Scar Spangled Banner (6:41) (Gary Holt)
2. War Is My Shepherd (4:27) (Holt, Steve Souza)
3. Blacklist (6:16) (Holt)
4. Shroud of Urine (4:51) (Holt)
5. Forward March (7:38) (Holt, Souza)
6. Culling the Herd (6:07) (Holt)
7. Sealed with a Fist (3:35) (Holt)
8. Throwing Down (5:01) (Holt, John Miller)
9. Impaler (5:25) (Kirk Hammett, Holt, Tom Hunting)
10. Tempo of the Damned (4:20) (Holt)

### Bonustrack der deutschen CD-Veröffentlichung von 2004 im Digipak, der deutschen Deluxe Edition von 2005 sowie weiteren CD-Veröffentlichungen
1. Dirty Deeds Done Dirt Cheap (3:48) (Angus Young, Malcolm Young, Bon Scott)

### Bonustracks der japanischen CD-Veröffentlichungen
1. Shroud of Urine (Demo Version) (4:47) (Holt)
2. Tempo of the Damned (Demo Version) (4:23) (Holt)

### Bonustracks der südkoreanischen CD-Veröffentlichung
1. Dirty Deeds Done Dirt Cheap (3:48) (Young, Young, Scott)
2. Shroud of Urine (Demo Version) (4:47) (Holt)

### Bonus-CD (Live at The DNA 2004 – Tempo of the Damned Release Party) der deutschen Deluxe Edition von 2005
1. Intro/Scar Spangled Banner (Live) (7:25) (Gary Holt)
2. Blacklist (Live) (5:57) (Holt)
3. Shroud of Urine (Live) (4:36) (Holt)
4. Forward March (Live) (7:17) (Holt, Souza)
5. Culling the Herd (Live) (5:58) (Holt)
6. Sealed with a Fist (Live) (3:41) (Holt)
7. Throwing Down (Live) (4:59) (Holt, Miller)
8. War Is My Shepherd (Live) (4:49) (Holt, Souza)
9. Tempo of the Damned (Live) (4:27) (Holt)

### Coverversion
- „Dirty Deeds Done Dirt Cheap“ ist eine AC/DC-Coverversion. Das Lied wurde ursprünglich 1976 auf dem Album Dirty Deeds Done Dirt Cheap veröffentlicht.

### Wissenswertes
- Der Song „Impaler“ aus den Anfangstagen der Band und wurde von Gary Holt noch zusammen mit Kirk Hammett und Tom Hunting vor der Veröffentlichung von Bonded By Blood geschrieben. Dieser Song füllte auf Tempo of the Damned letztlich die Lücke, die durch den aus der Tracklist gestrichenen Song „C.O.T.C. (Crime of the Century)“ entstanden war.[6] „Impaler“ erschien in einer Liveversion bereits auf dem im Jahre 1997 veröffentlichten Livealbum Another Lesson in Violence.
- Der Song „C.O.T.C. (Crime of the Century)“ musste letztlich von Exodus und Nuclear Blast wegen Einwänden der Plattenfirma Century Media gestrichen werden, weil er Seitenhiebe zur Verkaufspolitik und Künstlerbezahlung von Century Media, dem Vorgängerlabel von Exodus, enthielt.[6] Der Song wurde schließlich umarrangiert und erschien mit dem Titel „Purge the World“ als Bonus-Track auf dem 2005 veröffentlichten Studioalbum Shovel Headed Kill Machine.[7]
- Ursprünglich war für das Album ein weiterer Song namens „Death Row“ geplant.[8] Allerdings wurden für diesen Song nur die Rhythmusspuren eingespielt, die Leadgitarre und der Gesang für diesen Song wurden nicht aufgenommen.[6] Ob dieser Song später eventuell in anderer Form und mit anderem Titel veröffentlicht wurde, ist nicht geklärt.
- Eine Liveversion der AC/DC-Coverversion „Dirty Deeds Done Dirt Cheap“ erschien bereits auf dem 1991 erschienenen Livealbum Good Friendly Violent Fun.